# Chalé de los Málaga
La casa número 13 de la avenida de España, más conocido como palacio de los Málaga, es un palacio de la ciudad de Cáceres (España). Fue propiedad de Evaristo Málaga y se construyó entre 1932 y 1934 por el arquitecto José Ignacio López Munera.

## Ubicación
Cáceres en 1874, según Francisco Coello, se extendía al suroeste por el Arco de San Antón, que limitaba con el camino de Malpartida, hoy paseo de Cánovas. El ensanche se dio hacia la parte más llana, coincidiendo con el camino hacia el ferrocarril. Las referencias que marcaron el diseño estuvieron dadas por el hospital y el asilo, constituyendo una de las mejoras urbanas más significativas, a partir de aquí se levantarán entre 1927 y 1929 la casa número 13 de la avenida en 1927, también el número 5, el «Cine Norba» fue inaugurado en febrero de 1934 (siendo la otra guía urbanística junto el chalé en cuestión, para trazar lo que será la avenida de la Montaña), entre 1937 y 1939, en dos fases, se construirá el edificio racionalista de la casa de «Los Picos».
El chalé de la avenida de España es un inmueble ajardinado, que presenta la fachada a dos calles. Fue concebida por Evaristo Málaga Gómez, basándose en los edificios contemporáneos que se realizaron en la provincia de Guipúzcoa. La planificó el arquitecto José Ignacio López Munera, aportando su creatividad y fue ayudado por Juan Blanco, maestro de obra.

## El edificio
La vivienda número 13 de la avenida de España pertenece al eclecticismo, típico de la arquitectura española de la primera mitad del siglo y se incluye en la idea de singularidad.
El edificio consta en su alzado de tres plantas. La fachada principal está orientada al paseo de Cánovas, y consta de un porche que hace de podio sobre el que se asientan dos miradores cuadrangulares. El frente, que da a la avenida de la Montaña, se compone de un mirador estrecho de planta curva y rematado con un balcón, que sirve de eje para la distribución simétrica de los numerosos vanos que se abren en toda su superficie; hay cierta similitud con la fachada de la casa de la calle Parras. El chaflán que divide las dos fachadas lo componen miradores circulares, fragmentados verticalmente por tres bandas rectangulares, que a la vez se quiebran por molduras curvas que hacen la función de arquitrabe. Terminan en una cornisa y una balaustrada, que hace de guía a todo el chalé, rompiendo la estructura rectangular de la azotea. El mirador circular establece el punto de referencia para disponer asimétricamente las frontales enfoscadas con mortero de cemento. Estos chocan con la disposición axial de la decoración.
El edificio se remata con una terraza cubierta por baldosas catalanas y se corona con una balaustrada de piedra que alberga dos cartelas. La ornamentación, no demasiado profusa, se basa en elementos florales (guirnaldas y conchas de color amarillento y azulado, semejante al de la casa de la calle Parras) y obedece a dos conceptos, el escenográfico y el intento de dotar de cierta racionalidad a la planta irregular que determina habitaciones ilógicas y un número considerable de recovecos.
Desde el punto de vista urbanístico, el edificio se construyó en un solar irregular destinado a vertedero de cascajos de los edificios demolidos en el interior de Cáceres. Se atuvo a las ordenanzas sobre construcción, por las que las edificaciones de menos de cinco pisos deberían ser chalés. Ello repercutió en su desigualdad al trazar las plantas, forzando el proyecto para que las fachadas fueran paralelas a las dos calles, a la avenida de España y a la avenida de la Montaña.
La casa posee un valor urbano de capital importancia al jerarquizar la configuración espacial de dos vías que propiciarán el desarrollo hacia el sur y el suroeste. El espacio que ocupa el edificio fue un proyecto que estuvo definido en función de una continuidad urbana y una alternativa con valor histórico, capaces de generar la amplitud y la territorialidad de Cáceres.
Desde 2014 se ubicó Caja Almendralejo tras varios años en desuso

## El arquitecto
José Ignacio López Munera, natural de San Pedro (Albacete), nace en 1877 y muere en Trujillo en 1949. Fue Arquitecto municipal de la ciudad trujillana y en 1904 ingresó en el catastro de la ciudad cacereña, proyectando y construyendo varios edificios en la capital. Un ejemplo es la casa de la calle Parras, número 27, donde la distribución y los materiales empleados están dentro de las concepciones todavía modernistas.